# Elattobius simplex
Elattobius simplex är en mångfotingart som beskrevs av Chamberlin 1941. Elattobius simplex ingår i släktet Elattobius och familjen stenkrypare. Inga underarter finns listade i Catalogue of Life.